# Kurt Sutter
Kurt Leon Sutter (Rahway, 5 maggio 1960) è uno sceneggiatore, produttore televisivo, regista e attore statunitense.

## Biografia
Sutter è nato a Rahway, nel New Jersey. Suo padre lavorava nello stabilimento della General Motors a Linden, nel New Jersey, e sua madre era una segretaria dell'arcidiocesi cattolica romana di Newark. Ha due sorelle maggiori. È cresciuto nella township di Clark, New Jersey e si è laureato alla Roselle Catholic High School nel 1982. 

## Carriera
Ha frequentato il Livingston College per il dipartimento di giornalismo della Rutgers University - che si trovava lì - alla fine si è laureato in mass media con un minore in inglese alla Rutgers University nel 1986. Si è trasferito a New York City e ha studiato tecnica Meisner, teatro, e ha insegnato al Conservatorio Gately / Poole. Sutter, ha poi frequentato la Northern Illinois University per tre anni, a partire dal 1997, per ottenere il suo M.F.A. nell'esecuzione e nella regia. Ha lavorato come sceneggiatore, produttore e regista in alcuni episodi di The Shield, apparendo anche nello show come il sicario Margos Dezerian, ma è noto soprattutto per essere il creatore della serie Sons of Anarchy, trasmessa da FX, per la quale ha scritto, prodotto, diretto e inoltre recitato, interpretando il membro incarcerato del Club Otto "Big Eight" Delaney. Egli ha passato molto tempo con alcuni membri di un club fuorilegge nella California del Nord come ricercatore per la serie Sons of Anarchy. La moglie di Sutter, l'attrice Katey Sagal, recita nel ruolo di Gemma Teller. Nel dicembre 2014 annuncia la lavorazione di The Bastard Executioner, una serie televisiva sviluppata nuovamente per FX, ambientata durante il regno di Edoardo I.
Nel 2018 crea Mayans M.C., spin-off di Sons of Anarchy.

## Filmografia parziale

### Sceneggiatore e produttore
- The Shield - 20 episodi (2002-2008)
- Sons Of Anarchy - 18 episodi (2008-2010)
- The Bastard Executioner - 10 episodi (2015)
- Southpaw - L'ultima sfida (Southpaw), regia di Antoine Fuqua (2015)
- Mayans M.C. - (2018-2023)

### Regista
- The Shield - 1 episodio (2007)
- Sons Of Anarchy - 61 episodi (2008-2010)

### Attore

#### Cinema
- Chaos Walking, regia di Doug Liman (2021)

#### Televisione
- The Shield - serie TV, 4 episodi (2002-2004)
- Sons Of Anarchy - serie TV, 12 episodi (2008-2013)
- The Bastard Executioner - serie TV, 10 episodi (2015)

## Doppiatori italiani
Nelle versioni in italiano delle opere in cui ha recitato, Kurt Sutter è stato doppiato da:
- Roberto Stocchi in Sons Of Anarchy
- Fabio Boccanera in Chaos Walking